# Gorgany (компанія)
Gorgany — українська компанія, яка спеціалізується на продажі та виробництві туристичного спорядження. Названа на честь гірського масиву Ґорґани, який славиться своїми важкопрохідними стежками та значними масивами дикої природи.

## Історія
Компанія заснована Андрієм Бандрівським та Оксаною Донець, як інтернет-крамниця туристичного спорядження Gorgany.com у 2005 році у Львові. У 2007 році власники компанії почали працювати над розвитком мережі магазинів туристичного спорядження Gorgany. На початок 2022 року до складу компанії входять 12 магазинів у дев'яти містах та інтернет-магазин (Gorgany.com).
Gorgany представляють в Україні такі світові надвірні бренди, як: Osprey, Big Agnes, EXPED, Zamberlan, Salewa. Компанією створено бренд Turbat, який займається виробництвом туристичного спорядження — наметів, спальників, одягу й аксесуарів для активного відпочинку. Gorgany є засновниками пригодницьких перегонів Gorgany Race та підтримують надвірні змагання (пішохідне мандрівництво, трейл, рогейн, велоперегони та інші) в Україні.

## Проєкти компанії Gorgany

### Gorgany Race
Пригодницькі перегони, які щорічно проводяться у важкодоступних районах Горган із 2007 року. Це одні з перших змагань у цьому форматі в Україні, які славляться своєю складністю: учасникам доводиться долати важкопрохідні ділянки, поєднуючи це з орієнтуванням та доланням технічних етапів. За час проведення змагання виросли з 14 команд в 2007 році до 272 команд у 2018 році. Дистанції від 40 до 110 км, для велосипедистів понад 150 км. Контрольний час до 30 годин.

### Gorgany Pro
Онлайн-журнал про активний відпочинок та спорядження, створений у 2016 році. Широка тематика публікацій - від оглядів спорядження до сходження на восьмитисячники. За час існування онлайн-журналу до його наповнення долучилося понад 100 авторів. Станом на 2022 рік, має понад 400 тематичних статей та річну аудиторію понад 250 тис. користувачів (2021).

### Gorgany Bus
Трансфер у гірські локації в Україні, Румунії та Словаччини. Головним завданням створення цього сервісу стало зручне добирання для туристів до гірських локацій без пересадок у громадському транспорті та великим багажним відділенням для туристичних рюкзаків. Першопочатково сервіс стартував зі Львова, з 2020 року також із Києва.

### Gorgany Tent Expo
Виставка наметів просто неба, яка дозволяє порівняти різні моделі та їх можливі конфігурації в рамках однієї події. Проводяться з 2019 року у Львові, Києві та Івано-Франківську.

### Gorgany Garage
Офлайн-подія, яка працює відповідно до концепції сталого довкілля у форматі туристичного ярмарку. Мандрівники можуть здати або придбати речі, які були у користуванні. Завдяки цьому речі отримують довший період експлуатації, як наслідок, зменшується навантаження на природні екосистеми. Проводяться у Львові, Києві та Івано-Франківську.

## Соціальні ініціативи та колаборації
Gorgany щорічно спонсорують чималу кількість змагань у категорії «просто неба»,. До їх числа входять — Кубок «Білого Слона», Нічний чорногірський марафон, Стежками героїв та багато інших.
Під час COVID-локдауну у 2020 році агенція Postmen, Gorgany та школа розвитку витривалості Endurance School запустили онлайнову подію #EverestAtHome. Вона полягала в тому, що люди під час перебування в ізоляції, використовуючи побутові речі, тренувалися в домашніх умовах. Ця ініціатива була відзначена срібною медаллю міжнародного конкурсу Epica.
Під час російського вторгнення у лютому 2022 року компанія долучилася до волонтерської підтримки ЗСУ.